# Otto Wendel
Otto Wendel (* 29. Dezember 1869 in Brackenheim; † 11. März 1951 in Madrid) war ein deutscher Arzt in Madrid. Auf ihn geht der Bau des Deutschen Krankenhauses in Madrid zurück.

## Leben
Otto Wendel war ein Sohn des Brackenheimer Stadtschultheißen Gotthilf Wendel und absolvierte eine militärärztliche Ausbildung, während der er unter anderem bei Professor Bergmann in Berlin Versuche mit dem Behringschen Diphtherieserum durchführte. 1900 kam er als Militärarzt mit dem deutschen Expeditionskorps während des Boxeraufstands nach China. Später war er an der deutschen Medizinschule in Schanghai, der heutigen Tongji-Universität. Nach Reisen in die USA, nach Japan und Brasilien kam er 1913 als Botschaftsarzt nach Madrid. Dort ließ er ein von ihm erworbenes großes Gebäude zum Deutschen Krankenhaus umbauen. Am 22. Dezember 1930 wurde ihm gemeinsam mit seinem Bruder Eugen Wendel das Ehrenbürgerrecht seiner Heimatstadt Brackenheim verliehen, wo die Brüder drei Kirchenfenster und regelmäßig Geld für wohltätige Zwecke gestiftet, allerdings durch die neue württembergische Gemeindeordnung von 1930 als Auswärtiger das Bürgerrecht verloren hatten. Am 9. April 1945 wurde er von der spanischen Regierung mit dem Schutz der Deutschen in Spanien beauftragt.

## Schriften
- Otto Wendel: Ein Leben – mein Leben: Lebenslauf, Brackenheim 1996. ISBN 978-3980666756. (Posthum von der Stadt Brackenheim herausgegebene Autobiographie.)